# 島津義弘 (播磨家)
島津 義弘（しまづ よしひろ）は、安土桃山時代から江戸時代前期にかけての武将。播磨島津氏17代当主。

## 生涯
島津忠之の嫡男として生まれる。「天正三年忠之が『青山の合戦』で戦死した際、義弘の母はわずか2歳の義弘を抱え、足軽を使って十文字鑓をもち、石蜘城から領地下揖保庄上村にかえる。」と伝えられる。成人し、宇野氏の女を娶り、彦兵衛尉蔵人義弘と名乗る。
弟・佐渡守忠之、長男・蔵人豊後太夫忠遠、次男・長井大膳大夫忠頼と共に豊臣秀頼に仕え、慶長19年（1614年）の大坂冬の陣では大坂城に籠城する。同20年（1615年）の大坂夏の陣後、大坂城を逃れて、赤松祐高らと共に網干大覚寺に籠もる。しかし、池田勢に包囲され、祐高は衆兵を救わんとして切腹した。逃れた義弘は下揖保庄上村に帰還し剃髪、宗賀と名乗る。しかし2ヵ月後、上村を池田勢に包囲され、長男・忠遠、次男・忠頼は父に代わって切腹した。
家督は三男・甚左衛門政之が継ぎ、切腹した忠遠の子・忠範は下揖保庄西の野田の郷長となった。この時代、薩摩藩は龍野藩領の室津港を江戸・京都への拠点としており、薩摩公が来た際には、道案内や上洛のお供、揖保川東岸において御座所を設け、これを迎えたりした。こうした交誼は義弘の孫で19代目の島津藤太夫義綱の代まで続いた。
寛永5年（1628年）正月、「慣例申伝之事」を子孫に書き残す。これには文書類を火災などで失わぬこと、家系は絶やさず、血縁を持って繋ぐこと、埋葬方法などが記されている（揖保上の本家に保存されている）。